# 甘迺迪先生
甘迺迪先生（Mr. Kennedy）（1976年3月6日—），本名肯·安德森（Ken Anderson），是美國職業摔角手及演員，目前以安德森先生（Mr. Anderson）的擂台名效力於Nu-Wrestling Evolution (NWE)，同時也是目前的NWE世界重量級冠軍。他最廣為人知的擂台名是於世界摔角娛樂時期使用的甘迺迪先生。
在他的早期摔角生涯中，他參加過幾個小型的摔角聯盟，並贏得了數個冠軍腰帶，後來於2005年加入世界摔角娛樂旗下的訓練聯盟Ohio Valley Wrestling (OVW)。與WWE簽約後，他加入SmackDown!，並於2005年8月亮相。2006年9月，他奪下了他在WWE的第一個冠軍頭銜－WWE美國冠軍，並且在接下來的防衛戰中獲勝，保有了一整個月的冠軍頭銜。在隔年的第23屆摔角狂熱，他贏得了Money in the Bank的比賽，獲得了隨時挑戰任何冠軍腰帶的權利。2009年5月29日，WWE中斷與他的合約。

## 外部連結
- 肯·安德森在互联网电影资料库（IMDb）上的資料（英文）
- 肯·安德森在TV.com
- 官方網站 （页面存档备份，存于）